# Nazionali africane di calcio a 5
Le Nazionali di calcio a 5 africane sono le selezioni nazionali poste sotto l'egida della CAF. Poiché la diffusione della disciplina in Africa è relativamente recente, non tutti i Paesi del continente possiedono una rappresentativa di calcio a 5. Le nazionali africane partecipano alla Coppa delle nazioni africane, principale competizione continentale, che funge anche da torneo di qualificazione alla Coppa del Mondo.

## Selezioni
- Algeria
- Angola
- Camerun
- Costa d'Avorio
- Egitto
- Ghana
- Guinea
- Guinea Equatoriale
- Libia
- Madagascar
- Marocco
- Mauritius
- Mozambico
- Nigeria
- RD del Congo
- Somalia
- Sudafrica
- Sudan
- Tunisia
- Zambia
- Zimbabwe